# Darwin Barney
Darwin James Kunane Barney (ur. 8 listopada 1985) – amerykański baseballista, który występował na pozycji drugobazowego.

## Przebieg kariery
Barney studiował na Oregon State University, gdzie w latach 2005–2007 grał w drużynie uniwersyteckiej Oregon State Beavers. W 2006 zdobył złoty medal na turnieju World University Baseball Championship. W sezonie 2006 i 2007 zwyciężył w College World Series, w których Beavers pokonali North Carolina Tar Heels; odpowiednio 2–1 i 2–0 (grano do dwóch zwycięstw).
W 2007 został wybrany w czwartej rundzie draftu przez Chicago Cubs i początkowo występował w klubach farmerskich tego zespołu, między innymi w Iowa Cubs, reprezentującym poziom Triple-A. W Major League Baseball zadebiutował 12 sierpnia 2010 w meczu przeciwko San Francisco Giants. 25 kwietnia 2011 w meczu przeciwko Colorado Rockies zdobył pierwszego home runa w MLB.
W lipcu 2014 przeszedł do Los Angeles Dodgers. W czerwcu 2015 został odesłany do zespołu Oklahoma City Dodgers z Triple-A. We wrześniu 2015 został zawodnikiem Toronto Blue Jays.
W lutym 2018 podpisał niegwarantowany kontrakt z Texas Rangers.

## Nagrody i wyróżnienia
| Nagroda/wyróżnienie | Lata | Źródło |
| Gold Glove Award    | 2012 | [ 14 ] |